# جان بينش (كاتب)
جان بينش (بالتشيكية: Jan Beneš)‏ هو مترجم وكاتب وكاتب سيناريو تشيكي، ولد في 26 مارس 1936 في براغ في التشيك، وتوفي في 1 يونيو 2007 في Obořiště ‏ في التشيك.

## وصلات خارجية
- جان بينش على موقع الموسوعة البريطانية (الإنجليزية)